# 云南鼠尾草
云南鼠尾草（学名：Salvia yunnanensis）是唇形科鼠尾草属的植物，为中国的特有植物。分布在中国大陆的四川、贵州、云南等地，生长于海拔1,800米至2,900米的地区，常生长在林边路旁、山坡草地和疏林干燥地上，目前已由人工引种栽培。
其种加词 yunnanensis 意为“云南的”。

## 别名
紫丹参（云南各地）、小丹参（植物名实图考）、紫参、山槟榔（云南昆明、曲靖）、小红参、小红党参（云南丽江）、小红草乌（云南红河）、山槟榔（云南思茅、会泽）、奔马草（云南安宁）、丹参、朱砂理肺散（云南富民）

## 延伸阅读
[在维基数据编辑]
 《植物名實圖考·小丹參》，出自吳其濬《植物名實圖考》